# Belvèze-du-Razès
Belvèze-du-Razès – miejscowość i gmina we Francji, w regionie Oksytania, w departamencie Aude.
Według danych na rok 1990 gminę zamieszkiwało 836 osób, a gęstość zaludnienia wynosiła 185 osób/km² (wśród 1545 gmin Langwedocji-Roussillon Belvèze-du-Razès plasuje się na 388. miejscu pod względem liczby ludności, natomiast pod względem powierzchni na miejscu 1032.).